# Calicalicus
Calicalicus es un género de aves paseriformes de la familia Vangidae.

## Especies
Contiene dos especies, ambas endémicas de Madagascar:
- Calicalicus madagascariensis (Linnaeus, 1766) - vanga colirrojo.
- Calicalicus rufocarpalis Goodman, Hawkins & Domergue, 1997 - vanga hombrorrojo.